# Mbomou
Der Mbomou (gelegentlich als Bomu) ist ein Fluss in Zentralafrika. Er ist einer der Quellflüsse des Ubangi.

## Verlauf

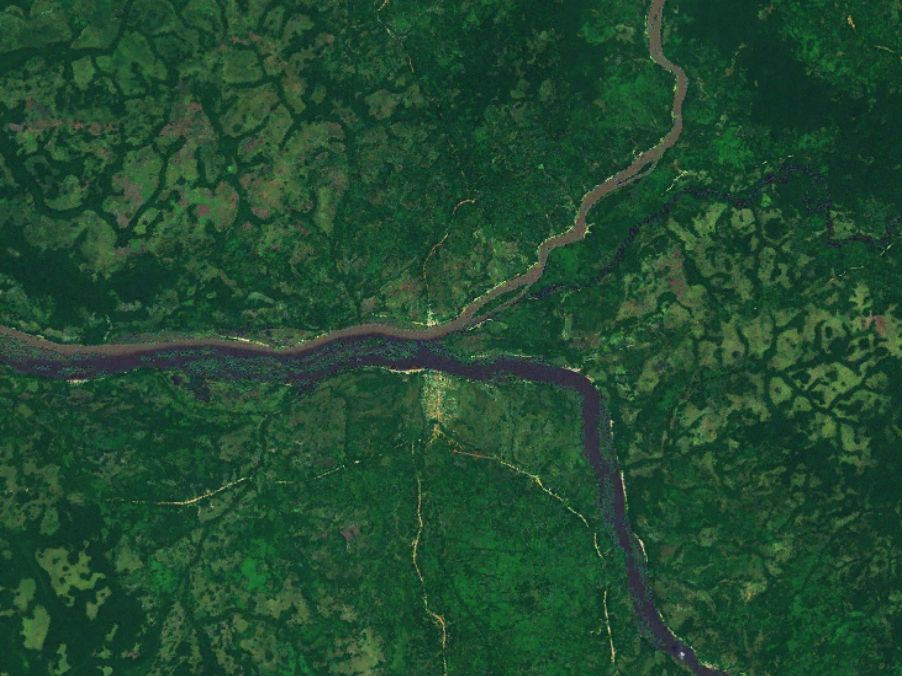
Satellitenaufnahme des Zusammenflusses von Uelle (von unten) und Mbomou (von oben)

Der Fluss entspringt an der Grenze zum Südsudan, etwa 5 km südlich der Stadt Ezo und verläuft in westsüdwestliche Richtung. Er vereinigt sich bei Yakoma mit dem Uelle und bildet ab dem Zusammenfluss den Ubangi, den zweitgrößten Nebenfluss des Kongo. Der Mbomou bildet in seinem Gesamtverlauf die Staatsgrenze zwischen der Zentralafrikanischen Republik und der Demokratischen Republik Kongo.

## Entdeckung
Der griechische Forschungsreisende Panagiotes Potagos erkundete bei seiner zweiten Reise das Gebiet. Er soll 1877 der erste Europäer gewesen sein, der den Fluss entdeckte.

## Hydrometrie
Durchschnittliche monatliche Durchströmung des Mbomou gemessen an der hydrologischen Station in Bangassou, etwa 100 km oberhalb des Zusammenflusses mit dem Uelle in m³/s (Mittelwert aus 2 Jahren 1986–1988).